# Joseph Dethy
Théophile Joseph Dethy, né à Namur le 20 octobre 1838 où il est décédé le 23 octobre 1917, était un chansonnier wallon. Il fut curé d'Assesse de 1870 à 1903, après quoi il devint chanoine à Namur, ce qu'il resta jusqu'à sa mort. Il est surtout connu pour être l'auteur du chant Vive Nameur po tot.

## Source
- « Joseph Dethy », sur Connaître la Wallonie (http://connaitrelawallonie.wallonie.be), consulté en ligne le 28 juin 2020.